# Drosa
Drosa este o comună din landul Saxonia-Anhalt, Germania.